# Ricardo S. Sánchez
Ricardo S. Sánchez (1953) es un militar estadounidense de origen mexicano. Comandante del Ejército de los Estados Unidos durante la invasión y ocupación de Irak a partir del 14 de junio de 2003. 

## Biografía
Sánchez nació el año de 1953 en la ciudad fronteriza de Río Grande, Texas, en el seno de una familia pobre de ascendencia mexicana y cursó las licenciaturas en matemáticas e historia en la Universidad Agrícola y Mecánica de Texas (Texas A&M). Después de graduarse comenzó su carrera militar en la 82.ª División Aerotransportada del Ejército y en el año de 1977 fue transferido al cuerpo acorazado. Tras asumir diversas responsabilidades en las bases militares estadounidenses en Corea, Panamá y Alemania fue nombrado comandante de batallón durante la Operación Tormenta del Desierto, tomando el control de la ciudad iraquí de Basora en 1991 sin perder a uno sólo de sus hombres.
Tras asumir la dirección de las fuerzas terrestres aliadas durante la Operación Libertad Iraquí a principios del año 2003, Sánchez se hizo responsable del ataque que costó la vida a Uday y a Kusay Husein y de la captura de su padre, Sadam Huseín.